# 세르게이 바실리예비치 안드레예프
세르게이 바실리예비치 안드레예프(러시아어: Сергей Васильевич Андреев, 1956년 5월 16일, 루한스크 주 루한스크 ~)는 소련과 러시아의 전 축구 선수이자 감독이다.

## 국가대표팀 경력
안드레예프는 소련 국가대표팀에서 26번의 경기에 출전해 8골을 넣었고, 1982년 월드컵에 참가했다. 그는 1980년 하계 올림픽의 축구 대회에 참가해 동메달을 목에 걸었는데, 이 과정에서 쿠바를 상대로 해트트릭을 달성했다.

## 수상
소련
- 하계 올림픽 동메달: 1980
- 올림픽 축구 득점왕: 1980(5골)

SKA 로스토프
- 쿠보크 SSSR: 1981

개인
- 소비에트 톱리그 득점왕: 1980(20골), 1984(19골)
- 연말 최상위 선수 33명: 4회 선정
- 그리고리 페도토프 클럽 가맹자